# کالی‌یر یانگ
کالی‌یر یانگ (انگلیسی: Collier Young؛ ۱۹ اوت ۱۹۰۸ – ۲۵ دسامبر ۱۹۸۰) تهیه‌کننده تلویزیونی و فیلم‌نامه‌نویس اهل ایالات متحده آمریکا بود.
از فیلم‌ها یا مجموعه‌های تلویزیونی که وی در آن‌ها نقش داشته است، می‌توان به یاغی‌ها، آیرونساید، دوهمسری و غرب وحشی وحشی اشاره نمود.